# Forni Avoltri
Pour les articles homonymes, voir Forni.
Forni Avoltri (For Davôtri en frioulan) est une commune d'environ 700 habitants de la province d'Udine, dans les Alpes Carniques (Carnia), dans la région autonome du Frioul-Vénétie Julienne en Italie.
C'est une station de sports d'hiver et d'été.

## Administration
| Période                                  | Période  | Identité        | Étiquette      | Qualité |
| ---------------------------------------- | -------- | --------------- | -------------- | ------- |
| 2004                                     | En cours | Manuele Ferrari | Per vivere qui |         |
| Les données manquantes sont à compléter. |          |                 |                |         |

### Hameaux
Piani di Luzza, Frassenetto, Sigilletto, Collinetta, Collina

### Communes limitrophes
Paluzza, Prato Carnico, Rigolato, Santo Stefano di Cadore, Sappada